# 샤를 1세 도를레앙
샤를 도를레앙(Charles d'Orléans, 1394년 11월 24일 ~ 1465년 1월 5일)은 프랑스의 왕족이다. 발루아 왕가의 방계 발루아-오를레앙 가의 당주이며 오를레앙 공작이다. 샤를 5세의 손자로 샤를 6세의 조카, 루이 12세의 아버지이기도 하다.

## 생애
오를레앙 공작 루이 1세 드 발루아와 발렌티나 비스콘티의 아들로 태어났다. 1406년 샤를 6세의 큰딸이자 사촌누나이며 리처드 2세의 미망인이기도 한 발루아의 이자벨과 결혼했다. 이듬해인 1407년 아버지 루이가 장 1세에게 암살당했고 샤를은 복수를 다짐했다. 1409년 딸 잔을 남기고 이자벨이 죽자 샤를은 아르마냐크 백작 베르나르 7세의 딸 본과 재혼, 장인인 아르마냐크 백작의 힘을 빌어 반 부르고뉴 세력을 결집시켰다.
1415년 아쟁쿠르 전투에서 헨리 5세에게 패한 샤를은 포로로 잡혀 영국 각지에서 오랜 기간 동안 유폐 생활을 했으며《감옥의 노래 Livre de la Prison》은 이 시기에 쓰여진 것이다. 그가 영국에 유폐되어 있는 사이 아내 본은 세상을 떠났다. 1440년 몸값을 지불하고 풀려난 샤를은 필리프 3세의 외조카 마리아 폰 클레페(마리 드 부르고뉴의 딸)와 혼인함으로써 부르고뉴파와 화해했다. 1450년 정치에서 은퇴해 블루아 성에서 노년을 보냈다.

## 자녀
- 발루아의 이자벨
  - 잔(1409~1432) 알랑송 공작 부인
- 본 다르마냐크
- 마리 드 클레브
  - 마리(1457~1493) 푸아 자작 부인
  - 루이 12세
  - 안(1464~1491)